# Ivar Rögnvaldsson
Ivar Rögnvaldsson fue un caudillo vikingo de las Órcadas, hijo del jarl Rognvald Eysteinsson y Hild Hrólfsdóttir. Hermano de Hrolf Ganger (Rollo), primer caudillo vikingo que iniciaría una estirpe que gobernaría el Ducado de Normandía y de Thorir Rögnvaldarson, jarl de Møre.
Ivar murió en batalla contra las fuerzas de Harald I de Noruega en las Islas Sudreys.
Su tío Sigurd Eysteinsson, hermano del Rognvald, fue designado jarl de las Órcadas en 875 por lo que la muerte de Ivar tuvo que ser no mucho antes de esa fecha, entre 872 y 874.